# Ка дел Дјаол (Бреша)
Ка дел Дјаол је насеље у Италији у округу Бреша, региону Ломбардија.
Према процени из 2011. у насељу је живело 62 становника. Насеље се налази на надморској висини од 168 м.